# Livio Sanuto
Livio Sanuto (khoảng 1520-1576), hay còn có tên là Livio Sanudo hay Livy Sanutus, là nhà địa lý học người Ý. Ông là người đầu tiên chú ý đến quan điểm rẳng Trái Đất có 2 cực từ.